# 孔卡雷納山
46°00′41″N 10°16′46″E / 46.01139°N 10.27944°E

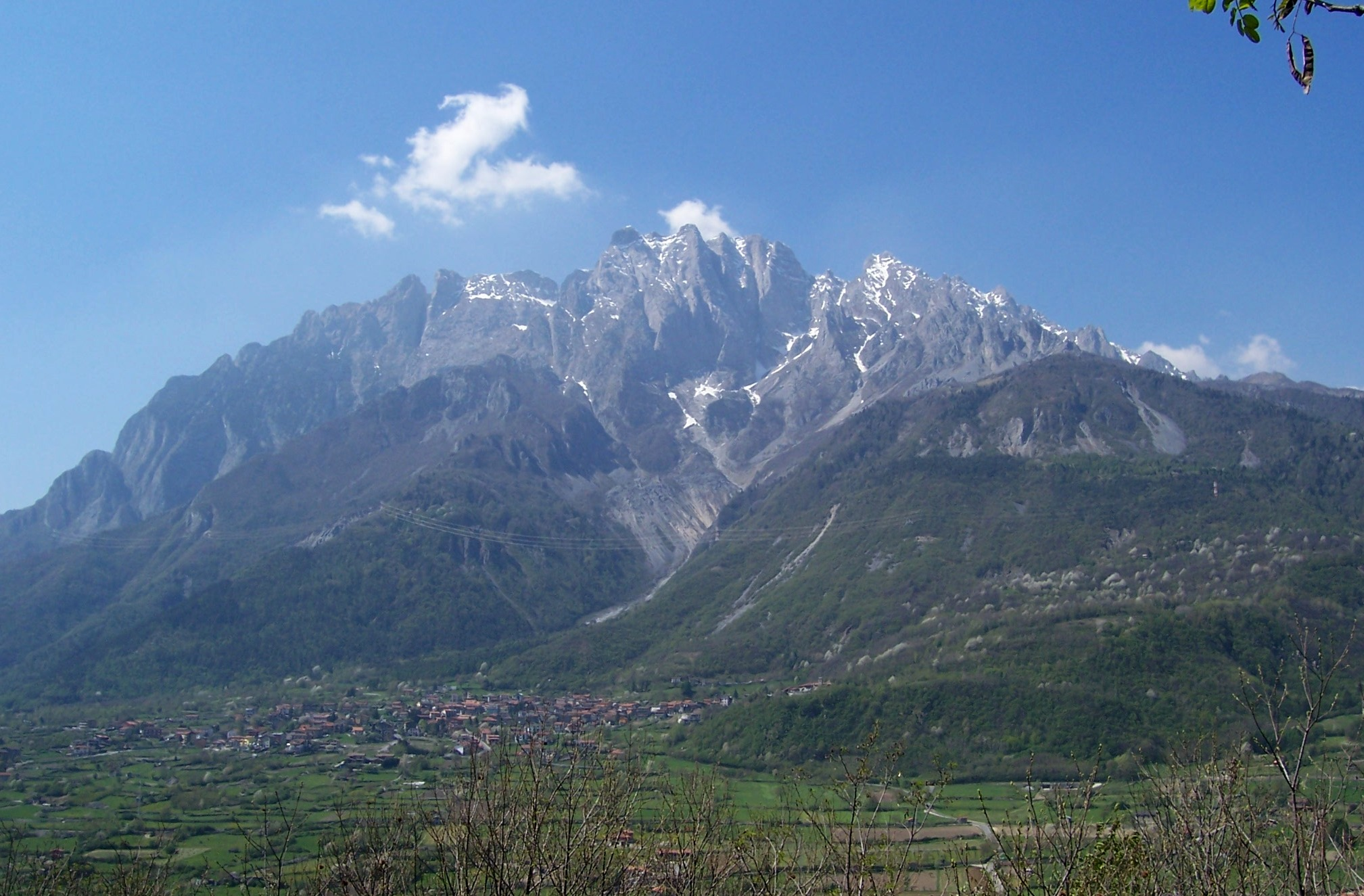

孔卡雷納山（義大利語：Concarena），是意大利的山峰，位於該國北部，由倫巴第大區負責管轄，屬於柏加馬前阿爾卑斯山脈的一部分，該山峰海拔高度2,549米。